# Tutončana
La Tutončana (in russo Тутончана?) è un fiume della Russia siberiana centrale (Kraj di Krasnojarsk), affluente di destra della Tunguska Inferiore.
Nasce dalle estreme propaggini meridionali dell'altopiano Putorana, dal lago omonimo; scorre con direzione mediamente meridionale drenando una stretta valle nella sezione occidentale dell'altopiano Syverma. Confluisce nella Tunguska Inferiore nel suo basso corso.
Il clima molto rigido causa lunghi periodi di congelamento delle acque (primi di ottobre - fine maggio-primi di giugno); lungo il suo corso non ci sono centri abitati di qualche rilievo.